# Новосибірський державний художній музей
Новосибірський державний художній музей (рос. Новосибирский государственный художественный музей, до 2004 року — Новосибірська картинна галерея) — художній музей в місті Новосибірськ (Росія). Заснований 16 січня 1957 року, відкритий для відвідувань 27 грудня 1958 року.

## Історія
Спочатку галерея займала перший поверх п'ятиповерхового житлового будинку по вулиці Свердлова. З 1982 року музей розміщений в будівлі колишнього Сибревкому. Частина будівлі, побудована 1926 року архітектором А. Д. Крячковим — пам'ятка архітектури республіканського значення. 1948 року до неї була зроблена прибудова. До моменту розміщення в будівлі Картинної галереї, тут розташовувалися обком і міськком КПРС.
Крім Новосибірського художнього музею в будівлі знаходяться Музей воскових фігур, Новосибірський музей іграшки і Театр художньої ляльки.
Основу колекції склали експонати, які передали галереї в кінці 1950-х-початку 1960-х років Міністерства культури РРФСР і СРСР, Третьяковська галерея, Російський музей (13 робіт), Павловський палац-музей (22 роботи), Пермська картинна галерея (16 робіт), Державний музей образотворчих мистецтв імені А. С. Пушкіна, Ермітаж та інші музеї Росії. Першими приватними дарителями музею виступили П. Е. Корнілов (Ленінград) і В. М. Півкін (Новосибірськ). У 1960-і — 1980-і роки музей проводив самостійну політику при комплектуванні своїх фондів.

## Експозиція

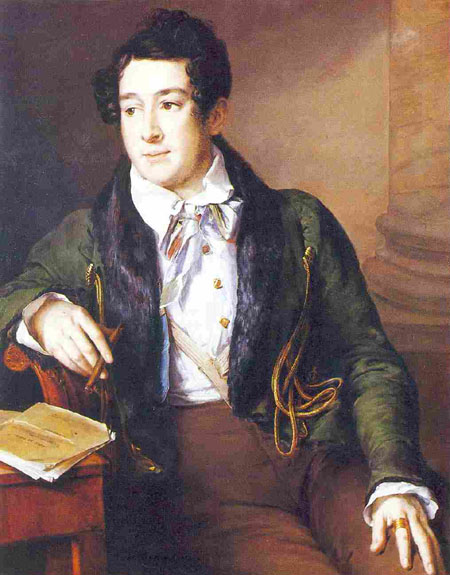
В. А. Тропінін. «Портрет князя А. С. Долгорукова»

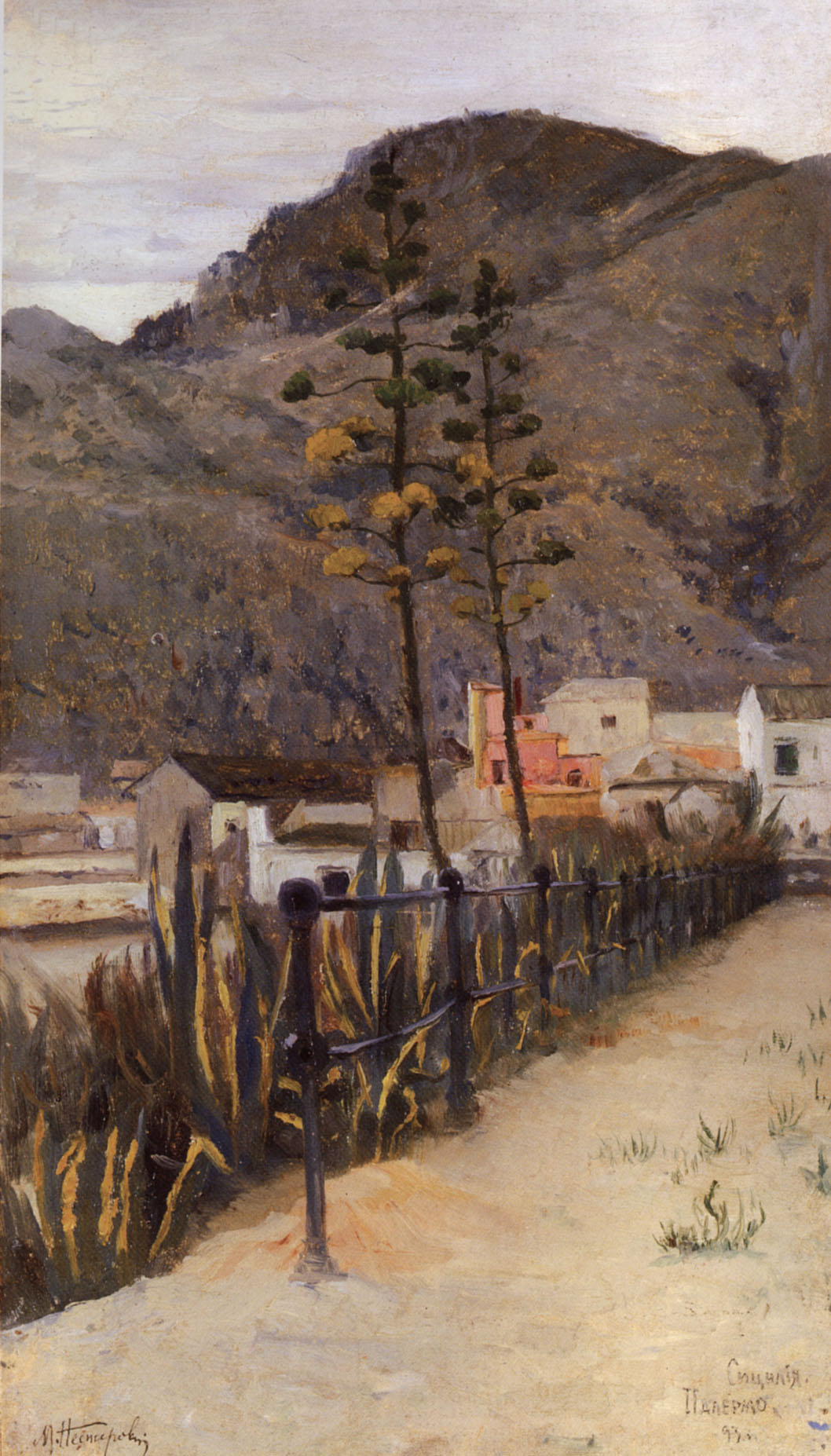
М. В. Нестеров. Палермо

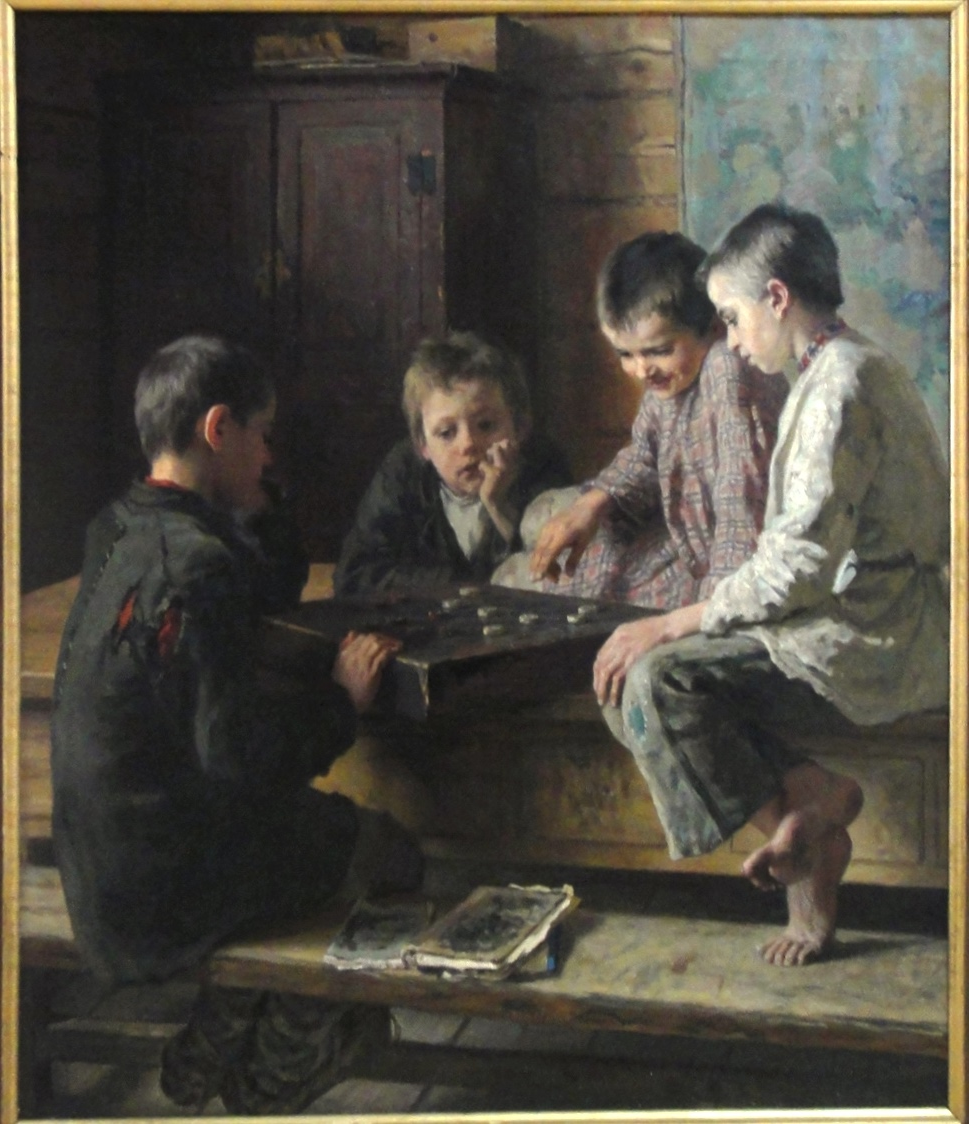
М. П. Богданов-Бєльський. «Між уроками»

### Ікони
Представлені ікони XVI - XX ст. Московської школи, Строганівського напрямку, Поволжя, України, Уралу і Сибіру.
Особливий розділ складають народні ікони, зібрані в ході експедицій на території Новосибірської області (Сузунський і Коливанський райони). У колекції міститься більше 500 одиниць зберігання. Колекція сформувалася з ікон, переданих галереї Міністерством культури Російської Федерації і придбань у приватних осіб.

### Російське мистецтво XVIII—XIX століть
Портретний жанр XVIII століття представлений, зокрема, алегоричній картиною українського портретиста Д. Г. Левицького «Катерина II — законодавиця в храмі богині Правосуддя» — авторським повторенням полотна, представленого в експозиції Російського музею.
Твір іншого видатного українського художника другої половини XVIII століття В. Л. Боровиковського — «Портрет князя А. Б. Куракіна» — скорочений варіант відомого парадного портрета, що зберігається в Третьяковській галереї. Прикладом становлення історичного жанру в рамках Академії Мистецтв служить картина В. Я. Родчева «Аполлон, що повеліває сатирам прив'язати Марсія до дерева». 
Серед творів живописців першої половини XIX століття виділяються роботи В. А. Тропініна «Портрет князя А. С. Долгорукова», «Портрет невідомого» (1852). «Апостол Павло» роботи К. П. Брюллова — образ, написаний для лютеранської церкви Святого Петра в Санкт-Петербурзі, що не збереглася. 
Салонну лінію портретного мистецтва середини XIX століття демонструють полотна С. К. Зарянко і І. К. Макарова. Картина І. К. Айвазовського «Кораблі на Феодосійському рейді» (1897), присвячена морській тематиці. Італійські мотиви, властиві пейзажному жанру цього часу, відображені в картинах М. Н. Воробйова, Л. Ф. Лагоріо.
Академічний напрям представлено роботами таких художників як А. І. Іванов, О. Г. Варнек, К. П. Брюллов. У цьому розділі зберігаються і роботи рідкісних майстрів (Я. Ф. Яненко, М. Т. Дурново).
Розділ другої половини XIX століття знайомить з творами В. В. Пукирева, М. М. Ґе, В. Г. Перова, пейзажами І. І. Ендогурова і Ю. Ю. Клевера.
Творчість передвижників представлена роботами І. М. Прянишникова («Погорільці» (1871)), В. М. Васнецова, І. І. Шишкіна, О. К. Саврасова, Ф. О. Васильєва, А. І. Куїнджі, І. Ю. Рєпіна («Портрет графа Д. М. Сольського»), В. І. Сурікова, В. Є. Маковського, І. І. Левітана, В. Д. Полєнова, Г. Г. Мясоєдова.

### Російське мистецтво початку XX ст.
Представлені картини майстрів «Союзу російських художників» — С. Ю. Жуковський, Л. В. Туржанський, П. І. Петровичев, А. Є. Архипов, А. О. Рилов («Літній пейзаж з церквою» (1916)), об'єднання «Бубновий валет» — П. П. Кончаловський («Овочі» (1916), «Портрет артистки Ангеліни Йосипівни Степанової» (1933)), Р. Р. Фальк («Торговець старим одягом» (1910), «Бутель і груші» (1912)), товариства «Світ мистецтва» — К. О. Коровін, О. Я. Головін, а також О. М. Бенуа й Є. Є. Лансере. Виділяється колекція творів З. Є. Серебрякової («На терасі в Харкові» (1919), «Балерини в убиральні» (1923) та ін.). Експресіонізм у російському мистецтві демонструють твори Б. Д. Григор'єва.
Особливий розділ становить збірка з 60 робіт М. К. Реріха, створених в останнє десятиліття життя майстра. Вони були передані до галереї 1957 року відповідно до заповіту художника. Особливий інтерес викликають пейзажі із серії «Гімалаї».

### Мистецтво радянського періоду і російське мистецтво кінця XX— початку XXI століть
Радянський період російського живопису включає роботи І. І. Машкова, К. С. Петрова-Водкіна («Портрет дружини», 1943, «Колгоспниця на озері Ільмень», 1936), К. М. Редько («Портрет Адріена Лежена», 1940), О. В. Шевченко, К. Ф. Юона, О. В. Купріна, П. Д. Коріна («Портрет маршала бронетанкових військ П. С. Рибалко», 1947), В. Ф. Стожарова, Б. Я. Ряузова, В. Ю. Попкова, В. І. Іванова, Т. Г. Назаренко, Н. І. Нестерової, І. Л. Лубеннікова, А. Г. Поздєєва, В. М. Мізерова.
Кінець XX — початок XXI століть представлені художниками московської та петербурзької шкіл, художниками Сибіру і конкретно Новосибірська: М. Рибаков, Є. Дибський, М. Кантор, І. Затуловська, З. Аршакуні, А. Слепишев, К. Сутягін та ін.

### Закордонне мистецтво
Колекція зарубіжного мистецтва являє собою невелике зібрання живопису, колекцію гравюр і окремі експонати скульптури і декоративно-ужиткового мистецтва.
Зарубіжна живопис переважно містить роботи європейських майстрів XVI-XIX ст. основних національних шкіл (Італія, Фландрія, Голландія, Німеччина, Франція).
Серед них необхідно виділити роботи фламандських (С. Вранкс «Гуляння на вулиці», Д. Тенірс мол. і Л. ван Юден «Ліс на березі ставка»), голландських (А. ван Евердінген «Пейзаж з хатиною», П. Клас «Натюрморт з крабом», Н. Мас (?) «Жіночий портрет») і французьких майстрів (невідомий художник кола Н. Пуссена «Танець навколо золотого тільця» та Ю. Робер «Грецький храм і колонада Берніні»).
Розділ графіки складається переважно з репродукційної гравюри французьких, італійських і англійських художників XVII-XVIII ст. (Ж. Еделінк, А. Массон, К. Меллау), включаючи лише окремі оригінальні листи Н.-Т. Шарля і П. Гаварні.
Колекція сучасного зарубіжного мистецтва представлена роботами іспанських, італійських, японських і австралійських художників.

## Крадіжки
У вересні 2002 року з художнього музею була викрадена картина І. К. Айвазовського «Корабель на мілині», написана художником 1872 року. Злодій проник у приміщення через балкон другого поверху. Коли спрацювала сигналізація і приїхала міліція, він уже зник з місця злочину. Злочинець перебував в приміщенні не більше однієї хвилини. На думку міліції крадіжка носила замовний характер..

## Галерея

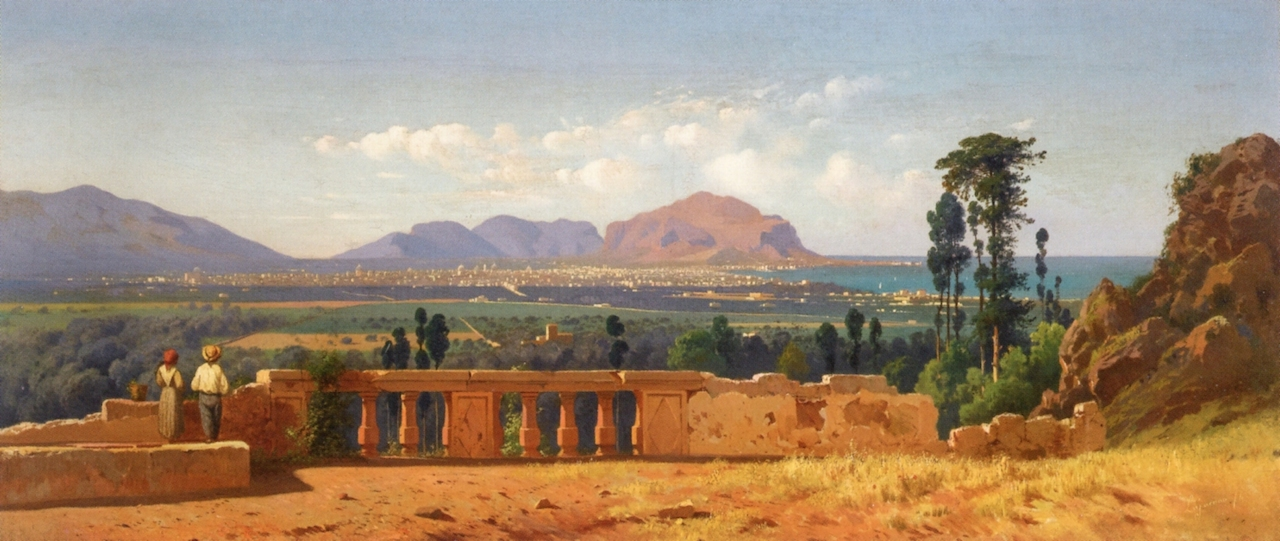
Франческо Лояконо. «Палермо і гора Пеллегріно»
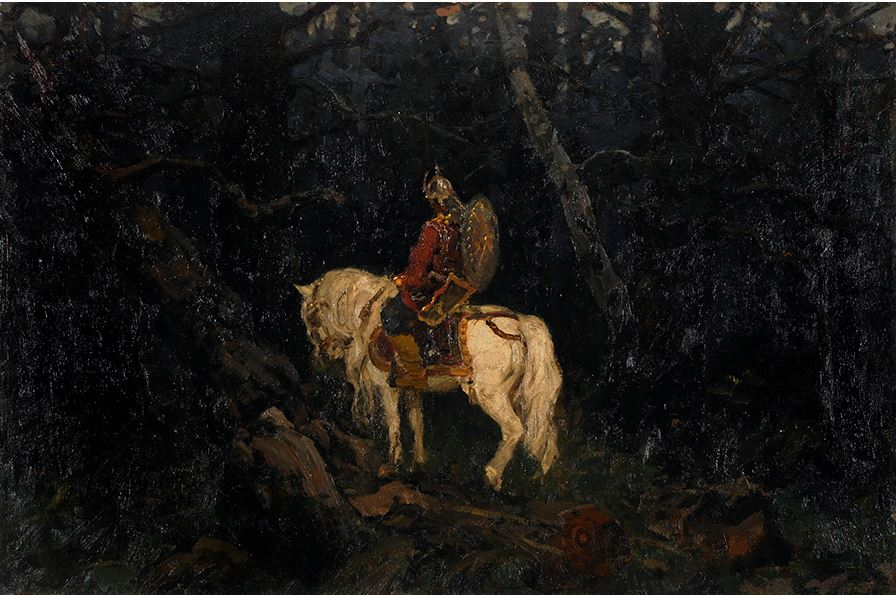
Васнецов Віктор Михайлович. «Витязь на роздоріжжі»
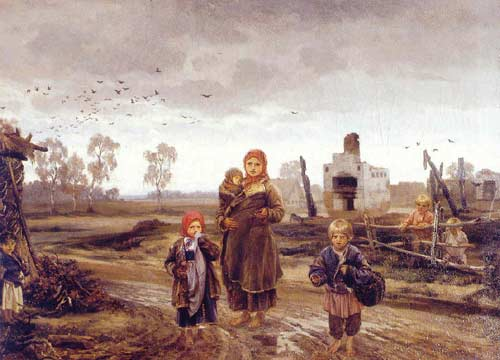
Прянішников Іларіон Михайлович. «Погорільці»